# Weisse Elster

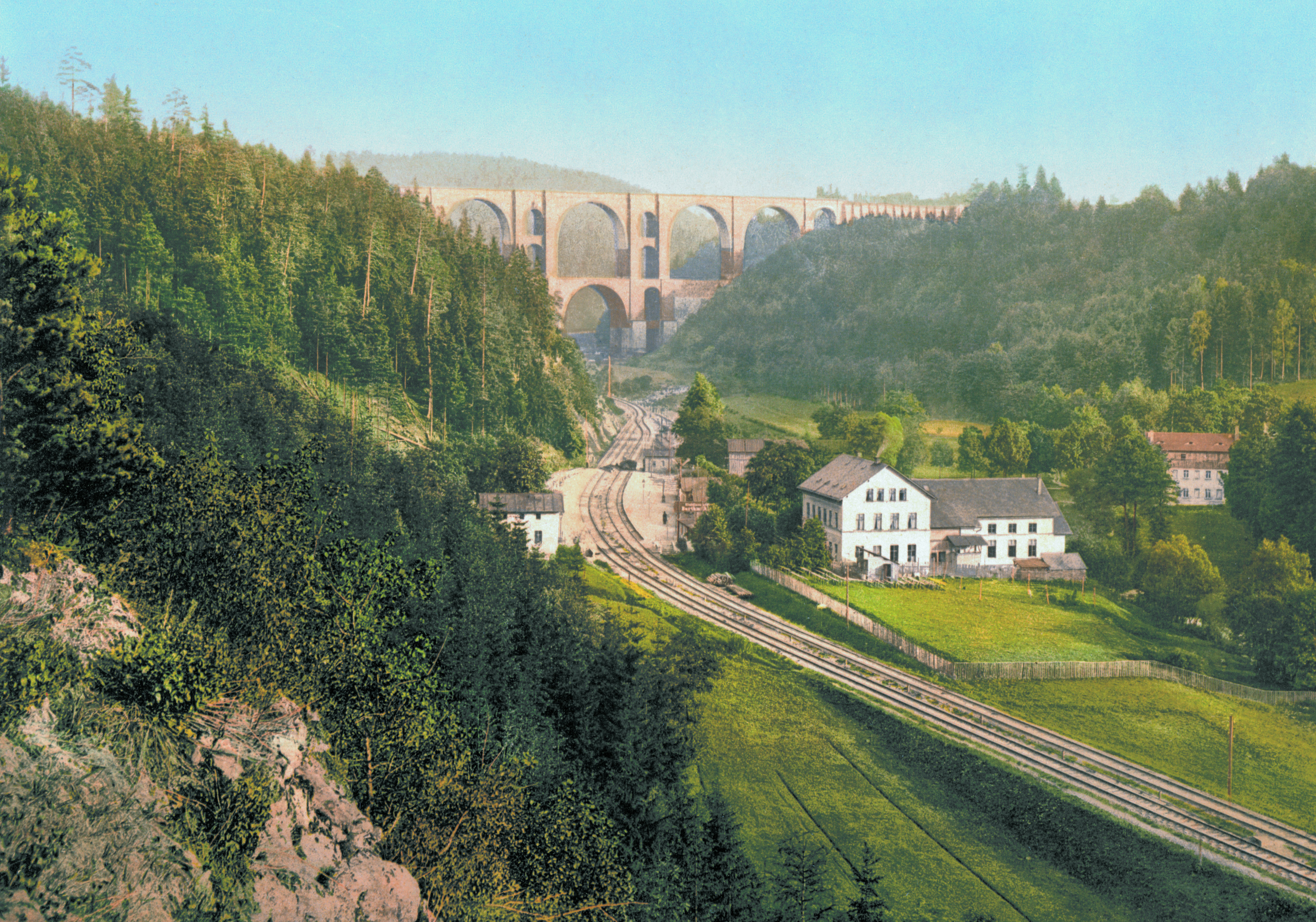
En av flera markanta brobyggnader över Weiße Elsters dalgång.

Weiße Elster (tjeckiska: Bílý Halštrov) är en 257 km lång biflod till Saale.
Flodens källa ligger i Tjeckien i bergsregionen Elstergebirge och dess mynning i den tyska staden Halle an der Saale. Andra större städer som ligger vid flodens lopp är Leipzig, Gera, Plauen, Greiz och Zeitz. I Leipzig delar sig floden i två grenar. Den norra grenen heter fortfarande Elster och den södra grenen kallas Luppe. På grund av brunkolsutvinning ändrades flodens lopp efter andra världskriget. Den flyter nu delvis i en bädd av betong och asfalt.
Flodens namn har ingen anknytning till det tyska namnet för skata. Namnet är av slaviskt ursprung och betyder "den raska" (alstrawa). Weiße Elster och Schwarze Elster (som mynnar direkt i Elbe) har helt skilda lopp. Tillägget weiß (vit) och schwarz (svart) fick de för att lättare skilja dem från varandra.
Elster-istiden kallas den äldsta nedisningen i Centraleuropa.